# Zeynalabdin Taghiyev
Zeynalabdín Taghí oglú Taghíyev (en azerí: Zeynalabdin Tağıyev; en ruso: Зейналабди́н Таги́ев; 25 de enero de 1821, 1823 o 1838-1 de septiembre de 1924) fue un magnate industrial y filántropo nacional azerbaiyano.

## Biografía
Zeynalabdín Taghíyev nació en el seno de una familia pobre. Su padre, un zapatero Taghí y su esposa Umujanum, en el casco antiguo de Bakú. Tras la muerte de su madre y el segundo matrimonio de su padre, empezó a aprender albañilería para ayudar a mantener a su familia de siete hermanas. Su dedicación al trabajo le aseguró un rápido ascenso profesional y a los 18 años ya era contratista. A mediados de 1873, junto con dos compañeros, los hermanos Sarkís, compró tierras cerca de la ciudad petrolera de Bibi-Heybat, unos kilómetros al sureste de Bakú. Su intención era descubrir petróleo, pero todos sus intentos fueron en vano. Al cabo de un tiempo, los compañeros de Taghíyev le vendieron su parte y regresaron a Bakú. No pasó mucho tiempo hasta que en 1877 brotó petróleo de uno de los pozos, lo que llevó a Taghíyev a convertirse instantáneamente en uno de los hombres más ricos del Imperio ruso.

## Contribuciones a la economía
Taghíyev invirtió su fortuna no sólo en el negocio del petróleo, sino también en muchos otros proyectos, como una fábrica textil (una de las 28 fábricas textiles que funcionaban en Rusia en aquella época) y pesquerías industriales a orillas del mar Caspio. Organizó la construcción de una mezquita y cursos nocturnos de educación para los empleados de la fábrica textil, una escuela para sus niños, una farmacia, un puesto de primeros auxilios y un molino. En total, su proyecto costó a Taghíyev más de 6 millones de rublos dorados. Vendió su participación en el negocio petrolero a la Anglo-Russian Oil Company por 5 millones de rublos. En dos años y medio habían ganado más de 7,5 millones de rublos de beneficio neto. Cabe mencionar que Taghíyev vendió sus empresas petroleras para diversificarse en otras industrias de la economía del Cáucaso. Acumuló acciones en la Compañía Oleum establecida sobre la base de estas empresas por valor de 16 millones de rublos. Esto le permitió seguir acumulando capital creado en el sector petrolero. Durante este período, Taghíyev invirtió importantes sumas en las industrias textil, alimentaria, de la construcción y naval, así como en la pesca. Más tarde, en 1890, Taghíyev compró la Compañía de Vapores del Caspio, la renovó y creó una flota de 10 barcos de vapor.
Taghíyev poseía propiedades inmobiliarias en Bakú, Moscú, Teherán, Isfahán, Anzali y Rasht.

## Labor filantrópica

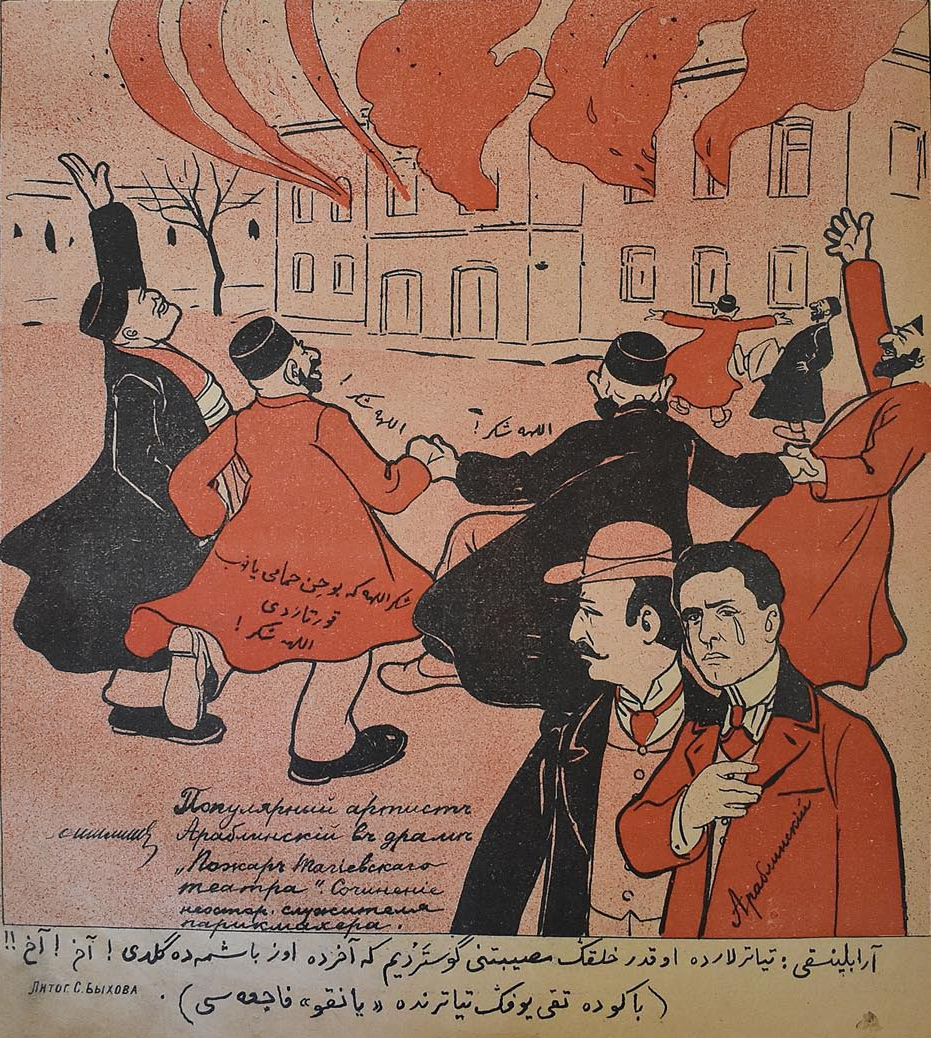
Caricatura del incendio del Teatro de Taghíyev, las personas bailando son religiosos musulmanes.

Patrocinó la construcción del primer teatro nacional azerbaiyano en 1883 (conocido como Teatro de Taghíyev, y más tarde Teatro Estatal de Comedia Musical de Azerbaiyán) y ayudó a repararlo después de que los reaccionarios lo quemaran en 1909. En 1911, sufragó todos los gastos de la construcción de lo que más tarde se convertiría en el Teatro de Ópera y Ballet Académico Estatal de Azerbaiyán.
Taghíyev aportó 184 000 rublos para construir la primera escuela musulmana laica para niñas en Oriente Medio en 1898-1900. Obtuvo personalmente el permiso para construir la escuela en su correspondencia con la emperatriz Alejandra. También patrocinó la construcción de una escuela de agricultura en Mardakán en 1894 y de la primera escuela técnica de la gobernación de Bakú en 1911. Taghíyev ayudó a mantener muchas instituciones de la ciudad y contribuyó al ornato de los espacios públicos de Bakú, incluyendo la creación de parques y la pavimentación de las calles. Para ello, en 1895 concedió al Ayuntamiento un préstamo de 750 000 rublos a 35 años. Junto con otros cinco empresarios, ayudó financieramente a establecer el tranvía de caballos en Bakú, que empezó a funcionar en 1892.
Contribuyó a resolver la crisis del agua en la ciudad ayudando a financiar el acueducto de Shollar, que canalizaba el agua a 160 km de distancia, en las montañas del Cáucaso, cerca de Quba, a través de una tubería de cerámica. Taghíyev destinó 25 000 rublos a la realización del proyecto. La construcción de la tubería de agua finalizó en 1916. En 1886, Taghíyev patrocinó la creación de un cuerpo de bomberos en Bakú.
Becó a muchos jóvenes azerbaiyanos que cursaban estudios superiores en prestigiosas universidades rusas y europeas. Algunos de ellos, como el escritor Mammed Said Ordubadi, los políticos Narimán Narimánov y Aziz Alíyev, el profesor Judadat bey Malik-Aslánov y la cantante de ópera Shovkat Mammádova, alcanzaron posteriormente la fama. Aunque él mismo era analfabeto, Taghíyev era partidario de la ilustración académica para las jóvenes generaciones de azerbaiyanos. Mientras el clero ponía obstáculos a la publicación de obras de orientación laica, como las de Seyid Azim Shirvani, Taghíyev ayudaba a imprimirlas en su editorial privada de Teherán.
Como musulmán devoto, Taghíyev era partidario de traducir el Corán al azerbaiyano. El clero local se opuso con vehemencia, pues creía que el contenido del Corán era sagrado y de origen divino y, por tanto, nadie tenía derecho a traducirlo. Taghíyev envió entonces a un enviado mulá a Bagdad, que regresó con un permiso oficial de una junta de eruditos musulmanes para traducir el Corán del árabe al azerbaiyano. Taghíyev encargó el material necesario a Leipzig y patrocinó la traducción y la publicación.
Taghíyev también destinó 11.000 rublos a la construcción de la sede de la Sociedad de Beneficencia Musulmana en San Petersburgo; 3.000 rublos a la educación de los huérfanos armenios; 5.000 a la escuela femenina de Santa Nina en Bakú; 10.000 rublos a la construcción de la catedral de Alejandro Nevski en Bakú; decenas de miles de rublos a la construcción y reparación de mezquitas y madrasas en toda Rusia y Persia, etc.
En el siglo XIX, el territorio del actual Pakistán fue ocupado por tropas británicas. Pasó a formar parte del Imperio Británico. A principios del siglo XX, cuando el movimiento independentista contra el dominio británico estaba en auge, estalló una pandemia de peste. Según los expertos, existen dos variedades clínicas de peste: la bubónica y la neumónica. Una picadura de pulga puede causar la primera, mientras que la segunda es una versión grave de la peste bubónica. Lo peor es que la peste neumónica se propaga como una gripe y tiene una tasa de mortalidad del 100%. Más de 100 mil personas murieron a causa de esta enfermedad mortal de rápida propagación. Sólo era posible vencer esta enfermedad vacunando a los que aún no habían enfermado. Fue entonces cuando Zeynalabdín Taghíyev compró y envió a Pakistán más de 300.000 ampollas de vacunas, que desempeñaron un papel fundamental en la victoria sobre esta enfermedad mortal. También envió fondos para ayudar a liberar a Pakistán del dominio británico. En 1947, tras la independencia de Pakistán, este hecho se incluyó en el manual de formación de Pakistán, y desde entonces el pueblo pakistaní considera a Azerbaiyán un Estado fraternal y apoya plenamente la postura de Bakú sobre el acuerdo de Karabaj.
Por sus destacadas contribuciones, Taghíyev fue condecorado dos veces con la Orden de San Estanislao, así como con otras órdenes y medallas rusas y extranjeras.

## Familia

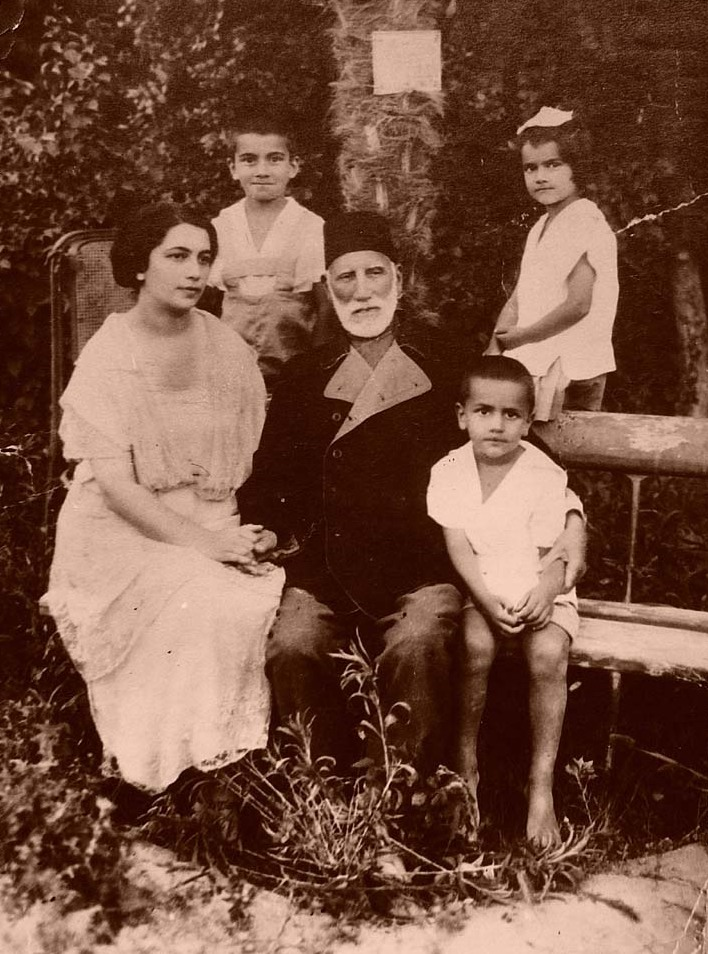
Zeynalabdín Taghíyev un año antes de su fallecimiento con su hija Leyla y sus nietos

Taghíyev se casó dos veces. Su primera esposa, Zeynab, que también era prima suya, le dio tres hijos. Tras su muerte, Taghíyev se casó con Sona, la hija menor del general Balakishi Arablinski. La boda se celebró en 1896. Nurjahán, la hija mayor de Arablinski, ya estaba casada con Ismayíl, el hijo mayor de Taghíyev. Su nieto Ilkín Taghíyev es director de cine y fotógrafo.
Taghíyev envió a sus hijas Leyla y Sara a estudiar al prestigioso Instituto Smolny para Doncellas Nobles [ru] de San Petersburgo, donde en su día se había graduado su segunda esposa Sona.

## Vida posterior
Tras la sovietización de Azerbaiyán en 1920, los ricos del país sufrieron duras represiones por parte del gobierno bolchevique, lo que provocó la emigración de muchos de ellos. Por ello, la casa de Taghíyev y sus demás posesiones fueron confiscadas. Debido a sus contribuciones y generosidad en el pasado, se le dio la opción de elegir un lugar de residencia para él. Taghíyev eligió quedarse en su casa de verano en el pueblo de Mardakán, no lejos de Bakú. Allí murió cuatro años después, el 1 de septiembre de 1924, de neumonía. Tras su muerte, la casa de verano fue confiscada y los miembros de la familia de Taghíyev fueron desalojados. Su esposa Sona, en otro tiempo una noble del Cáucaso rica, culta y caritativa, murió en la miseria en las calles de Bakú en 1938.
El Museo Estatal de Historia de Azerbaiyán se encuentra en la antigua mansión Taghíyev de Bakú.

## Galería de fotos

Taghiyev
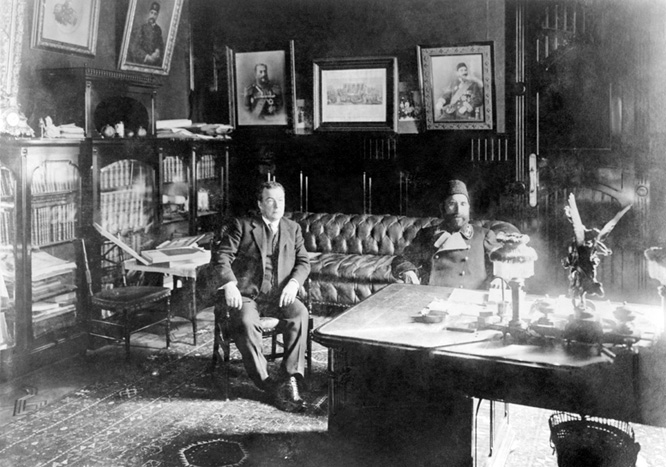
Taghíyev en su oficina
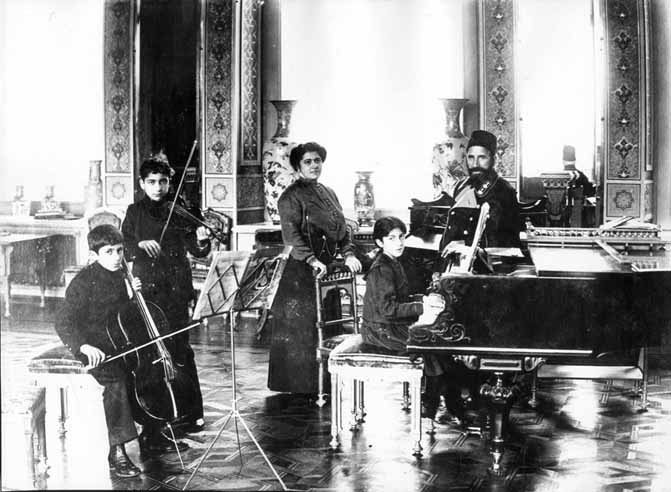
La familia de Taghíyev en su mansión
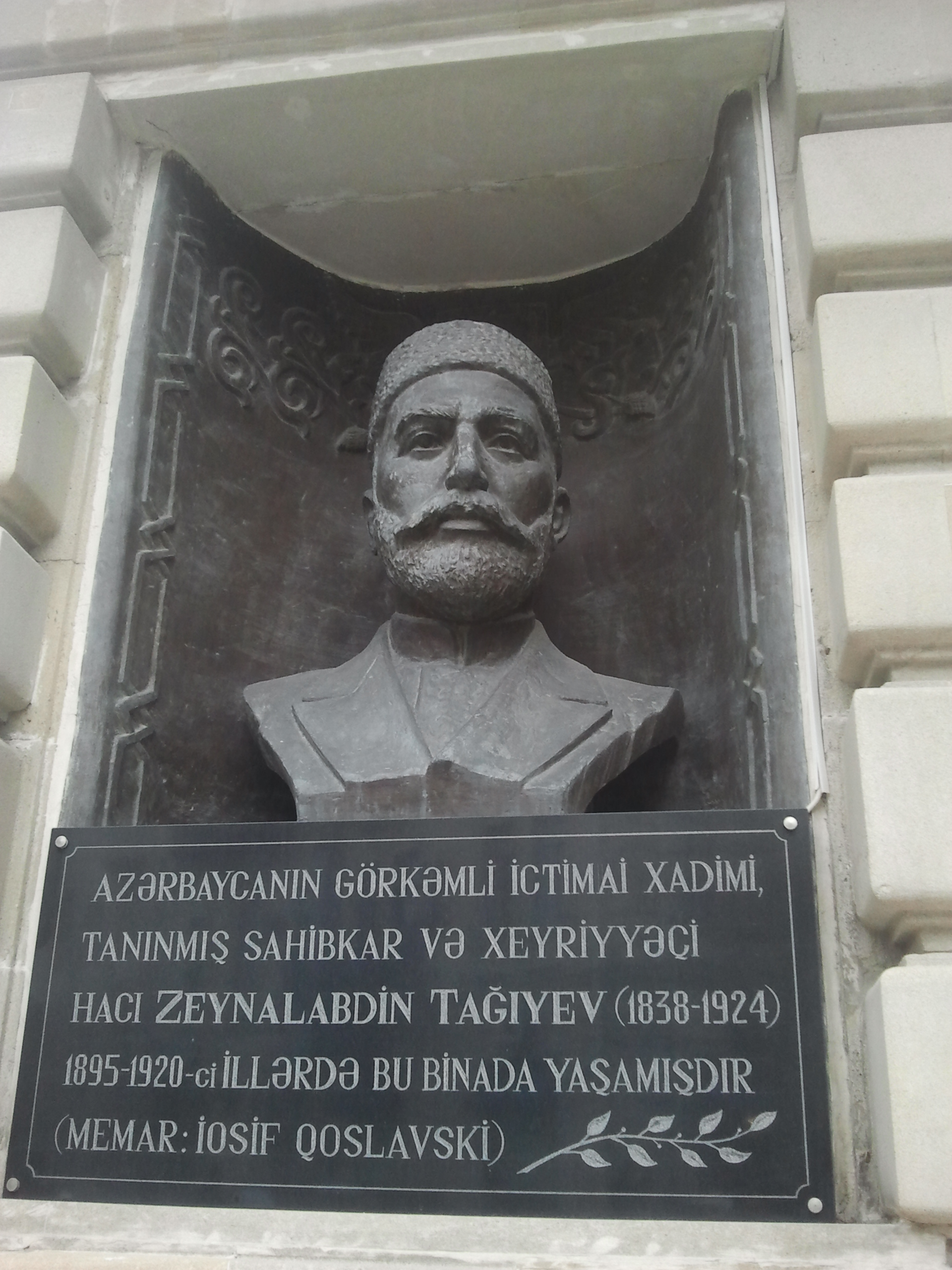
Busto de Taghíyev